# Juan José Arévalo
Juan José Arévalo, född 10 september 1904 i Taxisco, Guatemala, död 8 oktober 1990 i Guatemala City, var en guatemalansk filosofiprofessor och den första av de reformistiska presidenterna i Guatemala.

## Biografi
Arévalo studerade vid Guatemalas universitet och 1928–1934 vid universitetet i La Plata, Argentina, där han doktorerade. Efter att ha arbetat vid Guatemalas utbildningsdepartement 1936 återvände han till Argentina där han var verksam inom akademiska världen.
1944 genomfördes en folkig revolt mot den USA-stödde presidenten och militärdiktatorn Jorge Ubico. I december 1944 valdes Arévalo till president med 85 procent av rösterna, och tillträdde 15 mars 1945. Valet anses vara det första rättvisa och demokratiska valet i Guatemala, och det första där arbetarrörelsen hade ett inflytande. Han kvarstod som president till 15 mars 1951.
Arévalo förde en nationalistisk utrikespolitik. Inrikespolitiskt gynnade han arbetarrörelsen och genomförde omfattande sociala reformer. Den förda politiken medförde även fördelar för lantarbetare och landets ursprungsbefolkning. Ett socialförsäkringssystem infördes, arbetsmarknadslagstiftning antogs, ett vägbyggnadsprogram inledde och olika reformer inom utbildnings- och hälsovårdsområdena genomfördes. Under Arévalo tilläts yttrandefrihet och pressfrihet. Hans nationalistiska hållning innebar att konflikten med Storbritannien gällande Brittiska Honduras återupptogs.
Motståndet från höger mot Arévalos reformer ökade under hans regeringstid och han klarade sig genom flera försök till militärkupper. Som president vägrade han att erkänna Anastasio Somozas styre i Nicaragua, Francisco Francos Spanien och Rafael Trujillo i Dominikanska republiken.
1963 förhindrades Arévalo att ställa upp i presidentvalet efter att överste Enrique Peralta hade tagit makten i en militärkupp.
Han kallade sig en "andlig socialist", han fördömde marxismen och förespråkade demokratisering inte genom omfördelning av landets resurser utan genom emancipation av den fattiga befolkningen vars livsvillkor han hoppades förbättra. Hans åtgärd att tillåta fackföreningar upprörde landets storjordägare, däribland United Fruit Company, som ägde enorma landarealer och hade skaffat sig monopol på landets telefoni, telegrafväsende och järnvägar.[källa behövs]
I det kalla krigets anda betraktade USA Arévalo som en kommunist som måste motarbetas.[källa behövs]